# Jac Holzman
Pour les articles homonymes, voir Holzman.
Jac Holzman est un homme d'affaires et producteur de musique américain né le 15 septembre 1931. Il est le fondateur des maisons de disque Elektra Records (en 1950) et Nonesuch Records (en 1964).
Il entre au Rock and Roll Hall of Fame en 2011.